# Ercilla
Ercilla is een gemeente in de Chileense provincie Malleco in de regio Araucanía. Ercilla telde 7.733 inwoners in 2017 en heeft een oppervlakte van 500 km².